# 苏联最高苏维埃
苏维埃社会主义共和国联盟最高苏维埃（俄语：Верховный Совет Союза Советских Социалистических Республик），简称苏联最高苏维埃（俄语：Верховный Совет CCCP），是苏联根据1936年和1988年《苏联宪法》所设立的苏联最高权力机关和立法机关。苏联最高苏维埃的领袖为主席团主席；它还包括民族院和联盟院。各加盟共和国和自治共和国均各有相同数量的民族院议员。联盟院则按人口比例产生，两院均采取直接选举制度。最高苏维埃在位于莫斯科的大克里姆林宮召开会议。
1991年苏联解体后，原苏联加盟共和国独立后的最高立法机关也多承袭了最高苏维埃的名称，但体制架构大多与苏联时期的立法机关并无直接联系，仅保留原称。目前原苏联各共和国的立法机关多已使用本地語言的称呼，例如俄罗斯联邦会议下院改称国家杜马、哈萨克斯坦立法机关下院改称马日利斯，而实行一院制的乌克兰国会则称拉达。

## 历史

### 1922年宪法
苏联苏维埃代表大会是国家最高权力机关。苏联苏维埃代表大会代表由各选区产生，採间接选举模式。城乡的选举比例不同。在市苏维埃和市镇苏维埃每选民二万五千人选派代表一人，省（州）苏维埃代表大会每居民十二万五千人选派代表一人。县参加苏联苏维埃代表大会的代表，由县苏维埃代表大会选举之。凡不设省（州）的共和国，由该共和国苏维埃代表大会直接选举代表。
苏联苏维埃全体会议每年召开1次，苏维埃代表总数2000-3000人。苏维埃选出苏联中央执行委员会。中央执行委员会分联盟苏维埃和民族苏维埃两院制。其中联盟苏维埃共414席，按人口比例在各加盟共和国的最高苏维埃代表中选出。民族苏维埃为100多席，由各加盟共和国苏维埃、自治共和国苏维埃、自治州苏维埃、民族区苏维埃按预先名额选出。苏联中央执行委员会全体会议每年至少召开3次。
苏联中央执行委员会选举出主席团，为日常办公机构。苏联苏维埃主席团是苏联的集体国家元首。在苏联中央执行委员会闭会期间，苏联中央执行委员会主席团为苏联的最高立法、执行和指挥机关。

### 1936年宪法

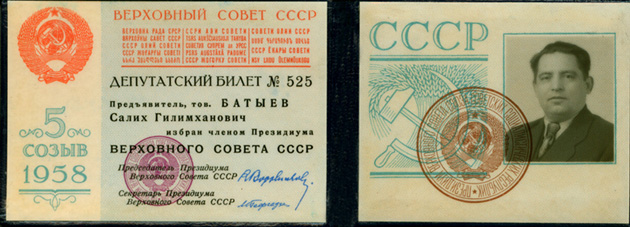
1958年苏联第5届最高苏维埃代表证

1936年，苏联宪法第139条规定“凡一切劳动者代表苏维埃，自乡村及城市劳动者代表苏维埃起，至苏联最高苏维埃止，皆径由公民直接选举之。”施行近二十年的多级间接选举制至此宣告终结，改为全联盟直选。同时，1936年宪法还废除了苏联苏维埃全体会议。废除了苏联中央执行委员会。改为设立「苏联最高苏维埃」作为国家最高权力机关。最高苏维埃由联盟院、民族院组成。「联盟院」代表的选举比例按照人口划分，全国城乡完全一样。「民族院」的代表，按照每个加盟共和国32席，每个自治共和国11席，每个自治专区5席，每个自治区1席分配。苏联最高苏维埃主席团是苏联的集体国家元首。但直至1938年苏联中央执行委员会任期结束，上述规定才开始生效。1938年至1946年，最高苏维埃主席团主席是加里宁。

### 1988年宪法修正案
根据该版苏联宪法，苏联最高苏维埃由联盟院和民族院组成，两院权力平等，均享有法律創制權。联盟院由苏联公民按选区选举，每30万人口选出一名代表组成。民族院由苏联公民按加盟共和国、自治共和国、自治州和民族区选举，每一加盟共和国选出代表32名、每一自治共和国选出代表11名、每一自治州选出代表五名，每一民族区选出代表一名所组成。其成员称“最高苏维埃代表”，是根据普遍、平等和直接选举的原则，以秘密投票方式选出。最高苏维埃代表人的任期为四年，在最高苏维埃休会期间，由苏联最高苏维埃主席团执行其职权。
苏联最高苏维埃主席团的首脑为“苏联最高苏维埃主席团主席”，是苏联的国家元首，主席团副主席通常由各加盟共和国最高苏维埃主席团主席担任。联盟院主席、副主席、民族院主席和副主席也都是最高苏维埃主席团成员。
1988年12月，最高苏维埃改为苏联的国家常设立法、发布命令和监督机关。1991年9月改组，依舊維持为两院制议会，民族院改稱共和國院。1991年12月26日，共和國院通過最後一項決議宣告蘇聯停止存在，随苏联解体而解散。

## 历届苏联最高苏维埃
- 苏联第一届最高苏维埃，1937年12月12日选举，任期1938年1月12日至1946年；第一届代表
- 苏联第二届最高苏维埃，1946年2月10日选举，任期1946年至1950年；第二届代表
- 苏联第三届最高苏维埃，1950年3月12日选举，任期1950年至1954年；第三届代表
- 苏联第四届最高苏维埃，1954年3月14日选举，任期1954年至1958年；第四届代表
- 苏联第五届最高苏维埃，1958年3月16日选举，任期1958年至1962年；第五届代表
- 苏联第六届最高苏维埃，1962年3月18日选举，任期1962年至1966年；第六届代表
- 苏联第七届最高苏维埃，1966年6月12日选举，任期1966年至1970年；第七届代表
- 苏联第八届最高苏维埃，1970年6月14日选举，任期1970年至1974年；第八届代表
- 苏联第九届最高苏维埃，1974年6月16日选举，任期1974年至1979年；第九届代表
- 苏联第十届最高苏维埃，1979年3月4日选举，任期1979年至1984年；第十届代表
- 苏联第十一届最高苏维埃，1984年3月4日选举，任期1984年至1989年；第十一届代表
- 苏联第十二届最高苏维埃，由苏联人民代表大会选举产生，任期1989年至1991年[4]；第十二届代表